# 6784 Bogatikov
6784 Bogatikov eller 1990 UN13 är en asteroid i huvudbältet som upptäcktes den 28 oktober 1990 av den ryska astronomen Ljudmila Tjernych vid Krims astrofysiska observatorium på Krim. Den är uppkallad efter den sovjetisk-ukrainske sångaren (baryton) Jurij Bohatykov.
Asteroiden har en diameter på ungefär sex kilometer och tillhör asteroidgruppen Agnia.